# Věštkyně (opera)
Věštkyně je komická televizní opera českého skladatele Jiřího Smutného na libreto Jaromíra M. Průši podle stejnojmenné povídky Karla Čapka ze sbírky Povídky z jedné kapsy. Premiéru opery uvedlo 8. ledna 1965 pražské studio Československé televize.

## Vznik, charakteristika a historie
Skladatel Jiří Smutný se v Československé televizi uvedl již roku 1962 operou Dalskabáty, hříšná ves. Přes negativní recenze usiloval o další operu napsanou přímo pro televizi a nedal se, až „hudební dramaturg Smutného dotírání plně podlehl“, jak psal televizní časopis. Nová opera měla za látku jednu z oblíbených povídek Karla Čapka – stejně jako vůbec první československá televizní opera, totiž Tři apokryfy Ludvíka Podéště – a bylo i mnohem kratší; oproti dvouapůlhodinovým Dalskabátům trvala pouhých 25 minut. Publicista a dramaturg Jaromír Průša (1925–2016) v libretu v podstatě jen s malými úpravami převzal dialog z Čapkovy povídky. Dílo bylo poprvé uvedeno v předvečer 75. výročí narození Karla Čapka s operetní hvězdou Nelly Gaierovou v titulní roli.
Kritika uznala skladatelův pokrok od Dalskabátů: podle muzikologa Tomislava Volka, recenzenta Hudebních rozhledů, „rozdíl je v dobrém smyslu veliký. Ve Věštkyni ukazuje Smutný, že už mnohem více umí; dokáže být úsporný a moderně stručný, se značnou dovedností a v rychlém sledu uplatní nejrůznější výrazové prostředky a vyhne se tak obstarožní upovídanosti, do které upadl v Dalskabátech.“ Avšak týž recenzent pokračoval konstatováním, že „jedno podstatné nelze obejít: nepůvodnost skladatelovy invence nelze zakrýt ani hromaděním odkoukaných fíglů od elektroniky až k barokní stylizaci. Rychlý sled a proměny efektiků upoutají, ale je to většinou laciné naleštěné zboží z dílny zručného eklektika.“ I Dušan Havlíček v časopise Kulturní tvorba psal: „Operní buffa J. Smutného je hudebním dílkem, které na první poslech nepůsobí výrazným dojmem. Chybí mu průraznější, originální kompoziční invence. Libreto […] zhudebnil Smutný s jistou rutinovaností a se smyslem pro zvukový účin celku, ale v detailu postrádá jiskřivý nápad, charakteristiku.“
Tomislav Volek ocenil, že Věštkyně byla lépe přizpůsobena specifickému televiznímu médiu, ale recenzent Lidové demokracie byl skeptičtější: „U Věštkyně spočívá její televiznost především v tom, že ani ne půlhodinové dílko by se dalo sotva uvádět samostatně na jevišti a vhodná kombinace by se asi hledala velmi těžko.“
Dušan Havlíček vyčítal zčásti libretu a zčásti režijnímu zpracování, že se inscenace „přidržela běžného přepisu scénické operní hříčky do studiového prostoru a nepřeklenuje zejména poněkud zdlouhavé pasáže – obrazovka nutně vyžaduje bystřejší sled dialogu“. Zdeněk Bláha v Rudém právu tvrdil, že režisér Ivo Paukert „vedl herce dost těžkopádně“. Naopak příznivě zpracování povídky i inscenaci hodnotil recenzent Literárních novin: „Už skladatel v hudbě a pak režisér […] v celkovém pojetí naštěstí drobně znevažovali celou anekdotu do grotesky, v čemž jim dobře napomáhali i zpěváci, zvlášť vhodně N. Gajerová v titulní roli. Stalo se tak, že i nezvyklá podoba obzvlášť hovorového jazyka, jímž ostatně Čapek nad jiné vyniká, nezabránila jeho vkusnému vyznění.“ Recenzent Hudebních rozhledů mínil, že režie, výprava, herecké a pěvecké výkony i hudební nastudování byly „vesměs dobré úrovně“. Zdeněk Bláha poznamenal: „Budiž nehudebníkovi dovoleno říci, že se jeho uchu zdál hudební výraz neadekvátní předloze, jež hýří bystrým vtipem, ironií, jež se usmívá i vysmívá.“
Tomislav Volek přes podstatné výhrady soudil, že Věštkyně „časem si zaslouží i reprízování“. Skutečně také byla tato opera v televizi několikrát reprízována (1966, 1969).

## Osoby a první obsazení
| osoba                     | hlasový obor | premiéra (8. ledna 1965) |
| ------------------------- | ------------ | ------------------------ |
| Věštkyně (Edith Myersová) | mezzosoprán  | Nelly Gaierová           |
| Paní Mac Learyová         | soprán       | Helena Tattermuschová    |
| Pan Mac Leary             | tenor        | Jan Hlavsa               |
| Soudce Kelley             | bas          | Hanuš Thein              |
| Dirigent: Jiří Kareš      |              |                          |
| Režie: Ivo Paukert        |              |                          |
| Kamera: Adolf Navara      |              |                          |
| Scéna: Miroslav Pelc      |              |                          |
| Kostýmy: Lída Novotná     |              |                          |

## Děj opery
V Londýně vzbudila jistá paní Myersová podezření policejního komisaře Mac Learyho; není známo, z čeho žije, a přijímá dámské návštěvy od hokynářek po vévodkyně. Mac Leary se domnívá, že provozuje nepovolenou kartářskou živnost, a posílá svou za ní svou mladou manželku inkognito.
Paní Mac Learyová se vydává za slečnu a skutečně zdráhající se Paní Myersovou přesvědčí, aby jí vyložila karty. Věštkyně jí předpoví, že si ji brzy vezme mladý bohatý muž; že jí hrozí odpor ze strany staršího muže, ale ten bude překonán, a že ji čeká daleká cesta. 
To panu Mac Learymu stačí, aby podal zprávu nahoru a paní Myersová je předvolána k soudci Kelleymu. Paní Mac Learyová svědčí o průběhu hádání. Paní Myersová se hájí nevýrazně. Slečna prý vypadala vdavekchtivě, a tak jí předpověděla bohatého ženicha, a aby toho bylo za zaplacené peníze více, přidala k tomu cestu a protivenství; víc za tím nebylo. Soudce je rozhořčen, zejména tím, jak neodborně věštkyně interpretovala jednotlivé karty, shledává ji vinnou z podvodu a jako cizinku ji dává vyhostit.
O rok později se soudce náhodně potká s komisařem Mac Learym a poptává se ho po paní choti. Mac Leary rozpačitě odpovídá, že ho žena opustila, ač se tomu snažil zabránit, a provdala se za nějakého australského milionáře.